# Кройер, Педер Северин
Педер Северин Крёйер, Кройер (дат. Peder Severin Krøyer; 23 июля 1851[…], Ставангер — 21 ноября 1909[…], Скаген, Йёрринг) — датский живописец-реалист, представитель "Скагенских художников".
Также известен как П. С. Кройер (P.S. Krøyer), а друзья обычно называли его Сёрен (Søren).

## Биография
Педер Северин Кройер родился в Норвегии. Его приёмным отцом был датский зоолог Хенрик Крёйер. Мать Эллен Сесиль Гьесдаль была признана неспособной воспитывать ребёнка, и Педер в детстве жил с семьёй сестры матери. Семья вскоре переехала в Копенгаген, где в 9 лет Педер Северин начал брать частные уроки живописи, а в 10 был зачислен в Копенгагенский Технический Институт. С 1864 по 1870 год учился в Датской королевской академии искусств.
В 1874 году меценат Генрих Хиршпрунг купил первую картину Кройера и с тех пор долгое время поддерживал его. Коллекция Хиршпрунга составила основу музея его имени в Копенгагене.
В 1877—1881 годах Кройер путешествовал по Европе, жил в Париже, где познакомился с импрессионистами (Моне, Сислеем, Дега, Ренуаром, Мане) и попал под их влияние.
Вернувшись в Данию в 1882 году, Кройер с июня по октябрь жил в Скагене — отдалённой рыбацкой деревушке на самом севере Ютландии. Скаген благодаря красивой природе его окрестностей был излюбленным местом отдыха датской интеллектуальной элиты, и Кройер стал бывать там практически каждое лето, проводя зиму в столице или за границей.
В 1888 году в Париже Кройер встретился с Марией Трипке, с которой был знаком ещё в Копенгагене, и после бурного романа они поженились. Церемония состоялась 23 июля 1889 года в доме её родителей в Германии. Мария Кройер тоже была художницей, но в замужестве писала очень мало. Известным стал совместный портрет супругов, на котором Мария изобразила Педера, а он её. Кройер же часто писал с неё портреты. Их отношения складывались тяжело, так как Кройер страдал от наследственного психического расстройства, часто госпитализировался, был болен сифилисом. В 1895 году у них родилась девочка Вибеке. В 1902 году Мария знакомится со шведским композитором Хуго Альфвеном, который с тех пор жил с ней в доме Кройера. Только в 1905 году, когда Мария забеременела от Хуго, Кройер согласился развестись с ней.
Последние десять лет жизни у Кройера постепенно ухудшалось зрение, пока он полностью не ослеп. Несмотря на это он не переставал писать. Последние из своих картин Кройер написал, уже практически ничего не видя.

Кройер умер в 1909 году в возрасте 58 лет от сифилиса и был похоронен на кладбище в Скагене.
- Дом Кройера
- Мастерская художника
- Мария Кройер
- Дом супругов Кройеров на ул. Бергенсгаде, 10, Эстербро, Копенгаген, Дания

## Творчество
Кройер в своих работах стремился к передаче движения световоздушной среды и её воздействия на форму предметов. Одной из известнейших картин Кройера является «Летний вечер на южном пляже Скагена с Анной Анкер и Марией Кройер» (дат. Sommeraften ved Skagen Sønderstrand med Anna Ancher og Marie Krøyer), написанная в 1893 году. Он написал множество сцен на побережье, изображающих как отдыхающих, так и местных рыбаков. Другая известная картина — «Костёр Святого Иоанна на пляже Скагена» (дат. Sankthansbål på Skagen strand, 1903). Это масштабное полотно изображает множество знаменитых людей искусства и политиков, собравшихся вокруг гигантского костра в ночь на Ивана Купалу. Обе эти работы находятся в постоянной коллекции музея Скагена.
- «Итальянские деревенские шляпники», 1880
- Семейный портрет Хиршпрунгов, 1881
- Гип-гип, ура!, 1888
- Летний вечер в Скагене. Жена художника и собака на берегу, 1892
- «Летний вечер на южном пляже Скагена», 1893
- Розы, 1893
- На копенгагенской бирже, 1895
- «Костёр в канун летнего солнцестояния на пляже Скагена», 1906